# Direito do trabalho na Turquia
O Direito do trabalho na Turquia fornece um número de proteções para os empregados, sendo eles regidos pelo Código do Trabalho, pela Lei Sindical e a Constituição.
Sindicatos são legais na Turquia e tem estado presente desde 1947. A Constituição da Turquia afirma o direito dos trabalhadores de formar sindicatos sem necessitar de autorização e de tornar-se membro de sindicato e retirar-se a qualquer tempo (Artigo 51). Os artigos 53 e 54 afirmam o direito dos trabalhadores à negociação coletiva e à greve, respectivamente. No entanto, sindicatos turcos se deparam com certas restrições. Um sindicato deve representar pelo menos 10% dos empregados turcos para ter capacidade de negociação e os trabalhadores nas áreas de educação, defesa nacional, saneamento e setores de utilidade pública estão proibidos de deflagrar greve.
O Lei do Trabalho de 2003 estabelece jornada de trabalho de 45 horas semanais e, salvo acordo em contrário, o tempo de trabalho será dividido igualmente entre os dias trabalhados. Com um contrato por escrito, o trabalho pode ser dividido de forma desigual entre os dias de trabalho, mas não deve exceder 11 horas em um único dia. Qualquer trabalho além de 45 horas em uma única semana é considerado trabalho extraordinário, o que é compensado com um aumento da taxa horária do salário dos trabalhadores em 50%. O número total de horas extras trabalhadas não poderão exceder a 270 horas de um ano. Não há jornadas de trabalho ou regulamentos padrão para horas específicas de trabalho na Turquia; os empregadores podem organizar o número de dias e decidir sobre as horas específicas trabalhadas nos limites legais das horas de trabalho por semana. A Lei do Trabalho proíbe a discriminação com base em sexo, religião ou filiação política e exige que os funcionários só devem ser despedidos com um "motivo válido". Aqueles que são demitidos sem o que se considera um motivo válido tem direito a ser compensado através de verba rescisória e "pagamento de notificação" pela incapacidade dos empregadores de notificar adequadamente o empregado. A lei também determina que qualquer emprego de acordo com a duração mínima de um ano devem ser expressos em um contrato escrito entre o empregador e o empregado.
Empregados de tempo integral que tenham trabalhado no mínimo um ano têm direito a 14 dias úteis de férias pagas por ano., aumentando para 20 dias úteis após 5 anos e 26 dias de trabalho após 15 anos. Além disso, há oito feriados pagos por ano.
O direito do trabalho infantil na Turquia define a idade mínima para o emprego a tempo parcial em treze, na condição de que não seja trabalho físico duro e eles continuam a frequentar a escola. A idade mínima para o emprego em tempo integral é de quinze anos. Apesar disso, o trabalho infantil ilegal não é incomum, especialmente entre famílias pobres e em áreas rurais.